# Murailles de Monticello Amiata
Les murailles de Monticello Amiata (en italien : Mura di Monticello Amiata) constituent le système défensif de Monticello Amiata, une frazione de la commune de Cinigiano (province de Grosseto), en Toscane. 

## Histoire
Un premier rempart a été construit entre les XIe et XIIe siècles pour défendre le village primitif de Monticello Amiata, qui à l'époque s'appelait Montepinzutolo.
Vers le milieu du XIIIe siècle, alors que le centre était une commune libre, il devint nécessaire de reconstruire toutes les structures du système défensif, en raison de graves dégâts résultant, presque certainement, d'un incendie majeur.
Au cours des siècles suivants, les murs sont restés pratiquement intacts, tant pendant la période de la république de Sienne qu'après son entrée dans le grand-duché de Toscane. Les Siennois d'abord, puis les Médicis se sont limités à effectuer ponctuellement des restaurations conservatrices ; l'intégrité était également assurée par le fait que le centre n'a jamais subi de sièges ou d'actions militaires destructrices.
Plus récemment, la modification de la configuration urbaine du centre historique a conduit à la restructuration et à la reconstruction d'une série de bâtiments qui se sont adossés aux murs préexistants.

## Description
Les murailles de Monticello Amiata se développent dans une forme elliptique et sont quasiment intacts, bien que penchés le long de leur périmètre aux murs extérieurs des bâtiments.
Dans l'ensemble, ils sont presque entièrement recouverts de pierre selon les éléments stylistiques originaux de l'époque médiévale et délimitent complètement le noyau historique du village, auquel on peut accéder par l'une des deux portes qui s'ouvrent respectivement dans la partie Ouest (Porta Grossetana) et dans la partie orientale (Porta Senese) des murailles. Le système défensif était complété par les deux tours de guet, qui avaient autrefois des fonctions de visée et de défense.

## Galerie

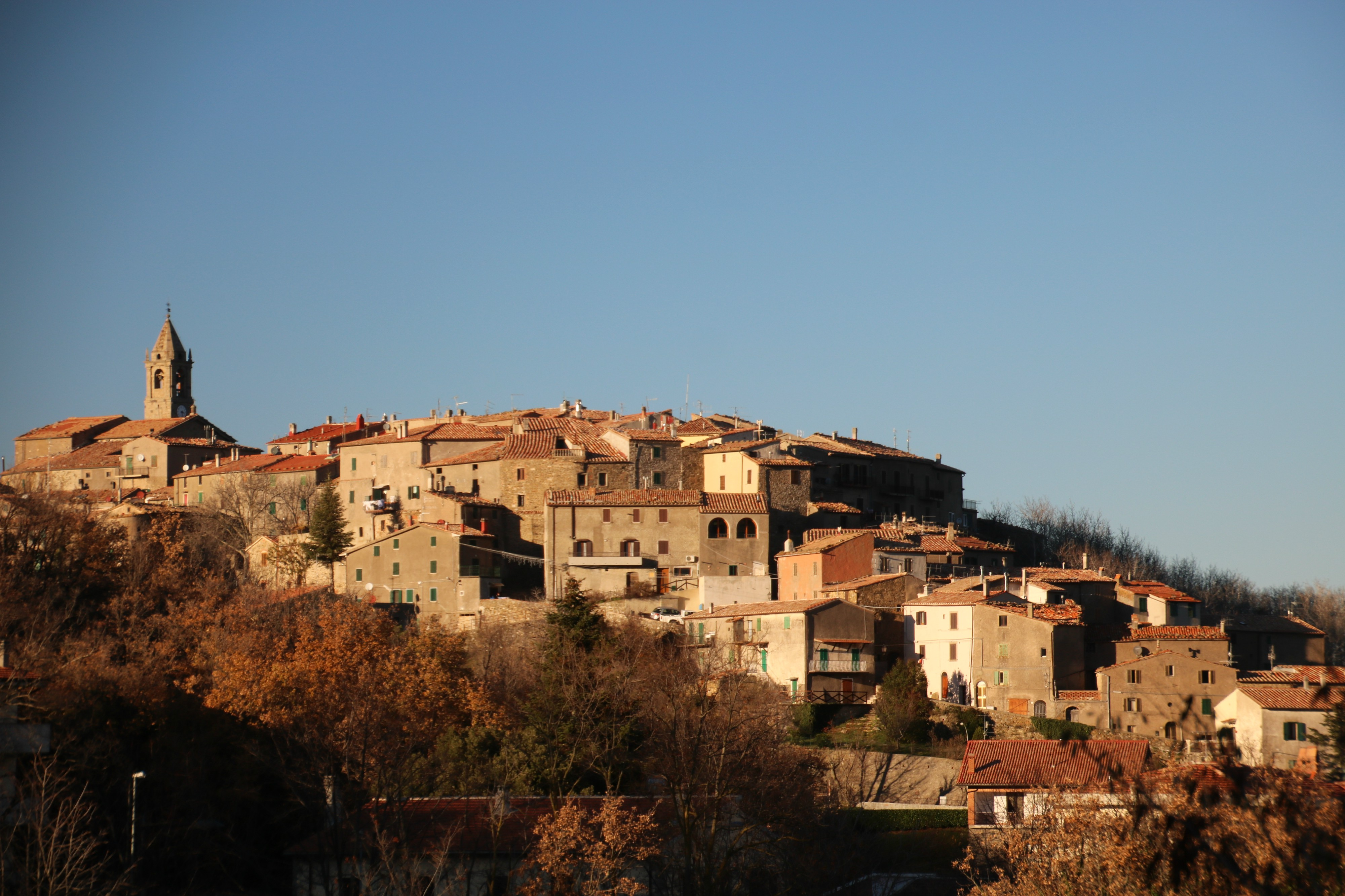
Vue du village.
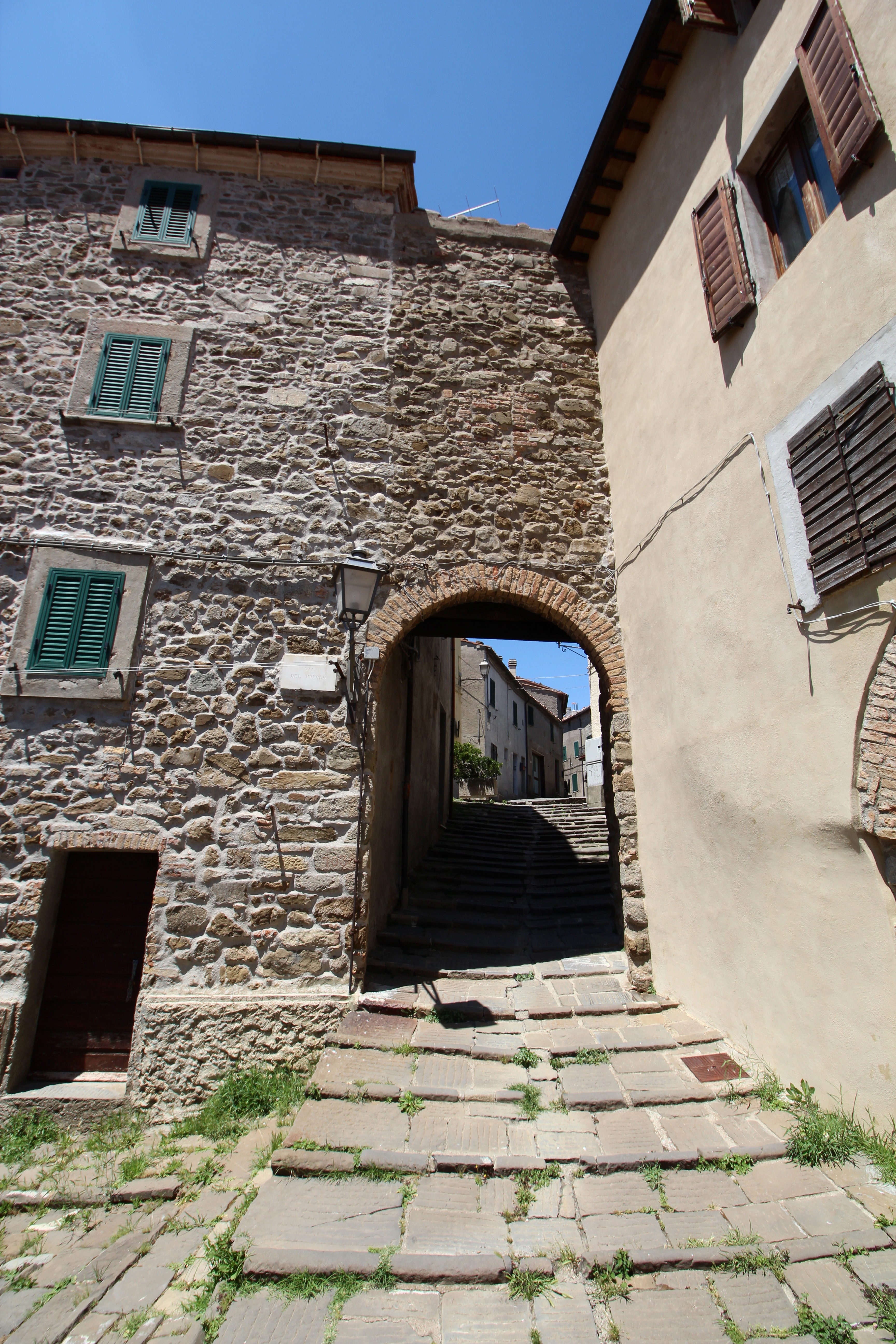
La Porta Monticelli.